# Percy Wragg Brian
Percy Wragg Brian est un botaniste britannique, né le 5 septembre 1910 et mort le 17 août 1979.
Il devient membre de la Royal Society en 1958 et détenteur de la chaire royale de botanique de l'université de Glasgow en 1963 et de la chaire de botanique de l'université de Cambridge en 1968.
Il a travaillé en physiologie végétale sur les phytohormones (acide gibbérellique) et sur les fongicides et bactéricides systémiques.